# Johann Krüger (Politiker)
Johann Krüger (* 28. Juni 1869 in Lütgendorf bei Vollrathsruhe; † 31. Juli 1936 in Hagenow) war ein deutscher Politiker (SPD).

## Leben
Krüger war Land- und Forstarbeiter in Malchin, wo er auch SPD-Vorsitzender war. Von 1914 bis 1927 arbeitete er als Geschäftsführer der Konsumgenossenschaft in Malchin, später in Hagenow. 1919 wurde er Abgeordneter im Verfassunggebenden Landtag von Mecklenburg-Schwerin. Als Nachrücker gehörte er anschließend auch dem ersten ordentlichen Landtag von Mecklenburg-Schwerin an.